# ピンキー (タブレット)
ピンキー (Pinky) は、湖池屋（旧・フレンテ・インターナショナル）が販売するミント味の錠菓である。湖池屋の登録商標（第2535134号ほか）。猿のマスコットピンキー・モンキーが知られる。
2018年10月31日に生産を終了したが、2020年10月26日から機能性表示食品「Pinky FRESH (ピンキーフレッシュ)」として販売している。

## 概要
- 1997年に発売。当初はピーチ味とグレープ味の2種類のみだった。
- フルーツ味、小形パッケージで携帯に便利、稀に「ハート型の粒」、など食べやすさや可愛らしさが受けて女子高生や若い女性の気分転換時のおやつとして人気を集めた。
- 前述の「ハート型の粒」は「発見すると幸せになれる」「片思いの人に食べてもらうと両思いになれる」など噂が広まった。
- 2020年Pinky FRESH (ピンキーフレッシュ）として復活し、10月26日から一部のコンビニエンスストアやドラッグストアで先行発売[1]する。
- 2021年6月26日放送「超逆境クイズバトル!! 99人の壁」で湖池屋の氏名表の上にピンキー・モンキーのぬいぐるみが飾られている様子が写るなど、湖池屋のマスコットキャラクターとして扱われている。

## 製品一覧

### 現行商品
- Pinky FRESH クリーンミント - 2020年からの製品。乳酸菌LS1を配合した機能性表示食品。7粒入りのパウチまたは15粒入りのシートで販売。

### 過去に販売した製品
- ピーチミント - 1997年発売。
- グレープミント - 1997年発売。2007年5月1日リニューアル時に販売終了したが、2007年9月25日に再発売する。
- オレンジシトラスミント - 2011年3月7日発売。ファーファとコラボレーション商品。みかん果汁パウダーとシトラス香料を使用する。
- 赤りんごミント - 2011年3月7日発売。カピバラさんとコラボレーション商品。

### 地域限定製品
- 北海道限定 ハスカップミント - 北海道産ハスカップ果汁使用
- 北海道限定 夕張メロンミント - 夕張メロン果汁使用
- 東北限定 さくらんぼミント - 山形県産さくらんぼ（佐藤錦）果汁使用
- 東北限定 ラ・フランスミント - 山形県産ラ・フランス果汁使用
- 信州限定 りんごミント - 信州産りんご果汁使用
- 信州限定 巨峰ミント - 信州産巨峰果汁使用
- 関西限定 阪神タイガースピンキー 抹茶ミント - 抹茶使用。阪神タイガースピンキーにリニューアルされる際に、京都限定から関西限定に拡大されている。
- 関西限定 阪神タイガースピンキー ミックスジュース味 - バナナ果汁と乳又は乳製品を主要原料とする食品使用。パイナップル・オレンジ・りんご・桃は無果汁。
- 九州限定 あまおう苺ミント - 九州産あまおう苺果汁使用
- 九州限定 ぽんかんミント - 九州産ぽんかん果汁使用
- 沖縄限定 パイナップルミント - 沖縄県産パイナップル果汁使用
- 沖縄限定 シークヮーサーミント - 沖縄県産シークヮーサー果汁使用